# Davide Ghirlandaio

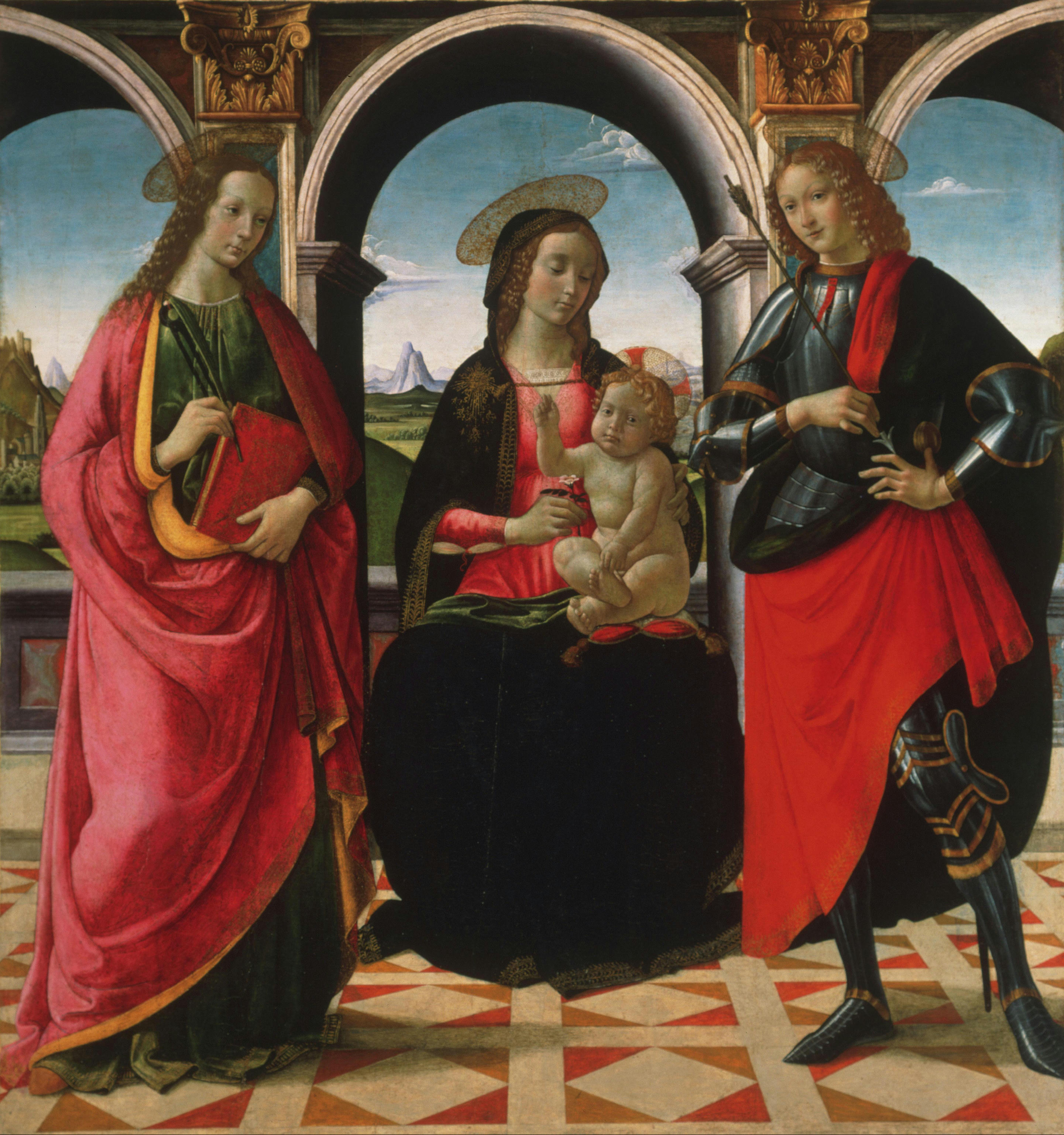
Mare de Déu amb l'Infant i els sants Apol·lònia i Sebastià, pintura al tremp sobre taula, dècada del 1490, Philadelphia Museum of Art

Davide Ghirlandaio (Florència, 1452 - 1525), també conegut com a David Ghirlandaio i com a Davide Bigordi, va ser un pintor i artista de mosaics italià, actiu a la seua ciutat natal de Florència.
Els seus germans, Benedetto Ghirlandaio (1458-1497) i Domenico Ghirlandaio (1449-1494) també van ser pintors. Ridolfo Ghirlandaio (1483-1561) era nebot seu.
Va ser ajudant i, després, soci del seu germà, el famós pintor Domenico Ghirlandaio. Després de la mort d'aquest, Davide va fer-se càrrec del taller i va ensinistrar el fill de Domenico, Ridolfo. Va col·laborar en la decoració en mosaic de la catedral d'Orvieto.